# Sphaeropthalma pallidipes
Sphaeropthalma pallidipes (лат.) — вид ос-немок из подсемейства Sphaeropthalminae.

## Распространение
Северная Америка: США (Аризона, Калифорния, Нью-Мексико) и северная Мексика (Сонора).

## Описание
Осы-немки с бескрылыми самками (самцы крылатые). Голова и грудь оранжево-коричневые. От близких видов отличаются следующими признаками: у самцов этого вида есть глубоко иссеченные жвалы с косой вершиной и дорсальным килем, заканчивающимися задолго до вершины, отсутствие стернальной войлочной линии, отсутствие мезостернальных отростков, переднеспинка и второй сегмент метасомы иногда затемнены. Куспис гениталий почти такой же длины, как парамер, с длинными изогнутыми шипиками по внутреннему краю от основания до вершины и короткими шипиками в других местах. Парамеры имеют длинные изогнутые шипики на внутреннем крае, которые толще медиально, чем проксимально или дистально, и имеют короткие шипики на внешнем крае. Грудь самок грушевидной формы. Коготки лапок без зубцов.
Предположительно как и другие виды рода паразитоиды куколок ос и пчёл.

## Классификация
Вид был впервые описан в 1958 году американским энтомологом R. M. Schuster (Корнеллский университет, Итака, Нью-Йорк, США). Видовой статус подтверждён в ходе ревизии, проведённой в 2015 году американскими энтомологами Джеймсом Питтсом и Эмили Садлер (Department of Biology, Университет штата Юта, Логан, США). Включён в состав видовой группы S. orestes species-group вместе с видами S. orestes, S. militaris, S. similis и другими.